# Ombres paral·leles
Ombrs paral·leles (títol original en castellà Sombras paralelas) és una pel·lícula espanyola de fantasiaa dirigida per Gerard Gormezano i Monllor del 1994 amb un guió basat en la novel·la homònima de Vicente Muñoz Puelles. Va ser la seva segona pel·lícula i fou exhibida com a part de la secció informativa al XXVII Festival Internacional de Cinema Fantàstic de Sitges.

## Argument
Cástor i Pólux són dos germans siamesos que s'escapen d'un hospital dels metges que pretenen separar-los contra la seva voluntat, i després d'una odissea acaben vivint en un circ juntament amb altres personatges, considerats per la societat com a fenòmens de fira, i on s'enamoren d'una equilibrista.

## Repartiment
- Pío Fernández - Cástor
- Miquel Fernández - Pólux
- Emma Suárez -Alteria
- Eulalia Campoy - Arpita
- Jorge Rodero - General
- Juan Lagardenia - Doña Barbuda
- Eugeni Soler - Polimorfista
- Joaquín Hinojosa - Basc
- Pep Munné - Edmundo
- Enric Arredondo - Minot
- Jordi Dauder - Comissari